# Tuwalczew
Tuwalczew – wieś w Polsce położona w województwie łódzkim, w powiecie sieradzkim, w gminie Błaszki.
W latach 1975–1998 miejscowość położona była w województwie sieradzkim.